# Берина-Бивијери (Вибо Валенција)
Берина-Бивијери је насеље у Италији у округу Вибо Валенција, региону Калабрија.
Према процени из 2011. у насељу је живело 234 становника. Насеље се налази на надморској висини од 613 м.